# ناجورمیگویان
ناجورمیگویان (نام علمی: Anomalocarida) نام یک زیرراسته از راسته پره‌دندان‌سانان است.